# Thanh Thủy
Thanh Thủy là một huyện nằm ở phía đông nam tỉnh Phú Thọ, Việt Nam.

## Địa lý

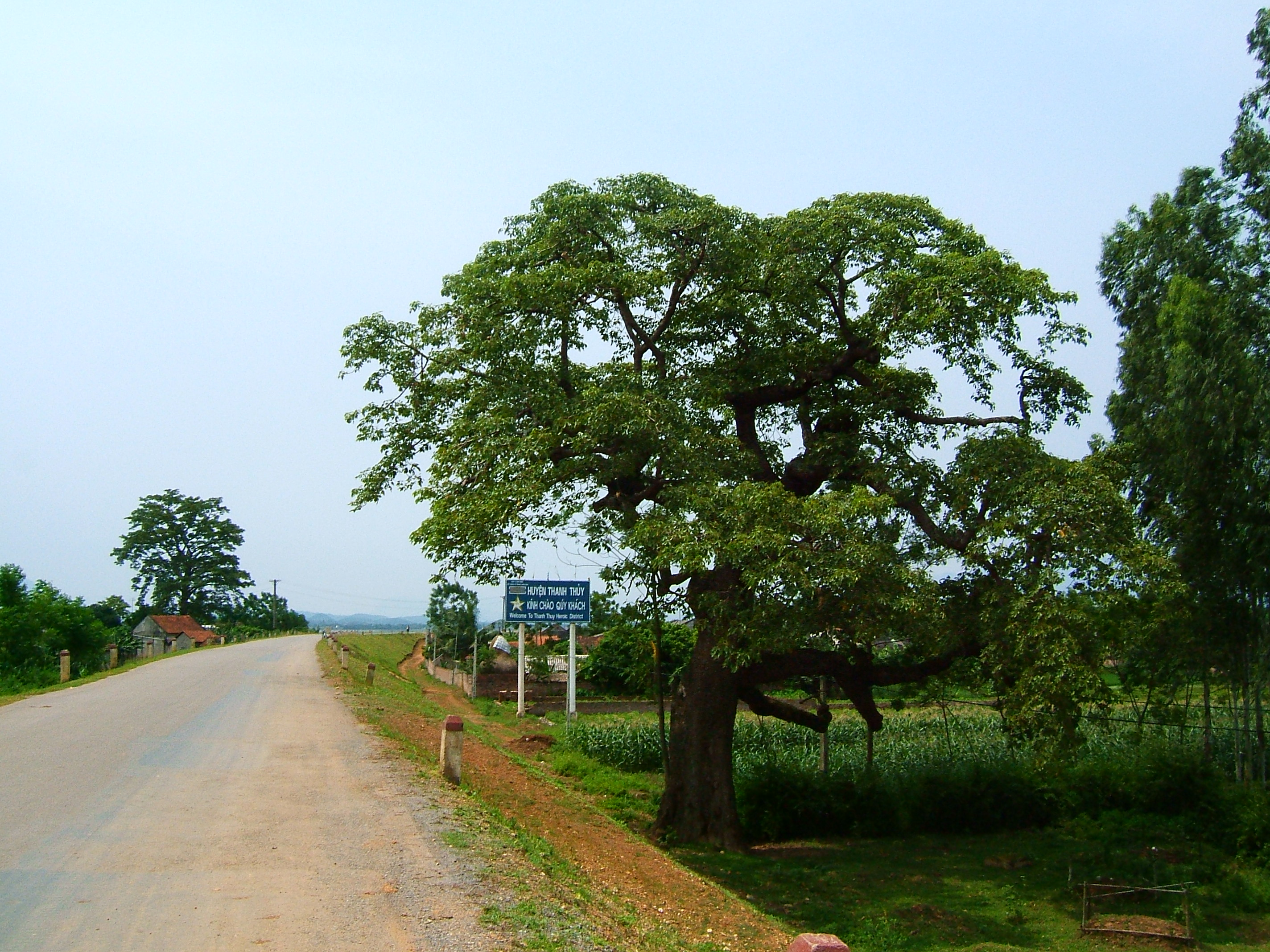
Đường vào địa phận huyện Thanh Thủy

Huyện Thanh Thủy nằm ở phía đông nam tỉnh Phú Thọ, có vị trí địa lý: 
- Phía đông giáp huyện Ba Vì, thành phố Hà Nội
- Phía tây và phía nam giáp huyện Thanh Sơn
- Phía bắc giáp huyện Tam Nông.

Huyện Thanh Thủy có diện tích tự nhiên là 12.097 ha, dân số là 75.588 người 32% dân số theo đạo Thiên Chúa.

## Hành chính
Huyện Thanh Thủy có 11 đơn vị hành chính cấp xã trực thuộc, bao gồm thị trấn Thanh Thủy (huyện lỵ) và 10 xã: Bảo Yên, Đào Xá, Đoan Hạ, Đồng Trung, Hoàng Xá, Sơn Thủy, Tân Phương, Thạch Đồng, Tu Vũ, Xuân Lộc.

## Lịch sử
Thời Lý - Trần, địa bàn hai huyện Thanh Sơn và Thanh Thủy ngày nay cùng thuộc đạo Lâm Tây.
Năm Quang Thuận thứ 10 (1469), vua Lê Thánh Tông cho định lại bản đồ toàn quốc, đổi gọi là huyện Thanh Nguyên (清源) thuộc phủ Gia Hưng, tỉnh Hưng Hóa.
Tới thời Mạc Phúc Nguyên (1547-1561) do kiêng huý chữ Nguyên nên đổi làm huyện Thanh Xuyên (清川).
Đời Lê Trung Hưng, do kiêng tên tước của Thanh vương (清王) Trịnh Tráng (1623-1657) nên đổi viết thành 青川 (vẫn đọc là Thanh Xuyên, từ "thanh" này nghĩa là màu xanh, khác với "thanh" trên đây có nghĩa là trong, sạch).
Năm Minh Mạng thứ 14 (1833) tách huyện Thanh Xuyên làm 2 huyện Thanh Sơn và Thanh Thủy. Tên huyện Thanh Thủy có từ đó. Lúc này huyện Thanh Thủy có 2 tổng: Yên Lãng và Cự Thắng, 2 tổng này ngày nay nằm trong địa giới huyện Thanh Sơn.
Ngày 9 tháng 6 năm 1890, Toàn quyền Đông Dương ra nghị định tách phần đất thuộc huyện Bất Bạt, tỉnh Sơn Tây, trên tả ngạn sông Đà, gồm 30 làng thuộc 4 tổng, sáp nhập vào tỉnh Hưng Hóa. Phần đất này nay nằm trong địa giới huyện Thanh Thủy.
Ngày 8 tháng 9 năm 1891, Toàn quyền Đông Dương ra nghị định thành lập tỉnh Hưng Hóa mới, huyện Thanh Thủy thuộc tỉnh Hưng Hóa mới, bỏ tổng Cự Thắng, đồng tháp sáp nhập thêm tổng Tinh Nhuệ (trước năm 1890 thuộc huyện Bất Bạt) của huyện Thanh Sơn.
Như vậy, huyện Thanh Thủy ngày nay khác với huyện Thanh Thủy trước năm 1890, phần lớn đất đai huyện Thanh Thủy ngày nay thuộc huyện Bất Bạt, tỉnh Sơn Tây trước kia.
Ngày 5 tháng 5 năm 1903, tỉnh Hưng Hóa đổi tên thành tỉnh Phú Thọ (theo tên của thị xã Phú Thọ nơi đặt tỉnh lỵ), huyện Thanh Thủy thuộc tỉnh Phú Thọ.
Sau năm 1945, thống nhất gọi các phủ, châu, huyện là huyện, bỏ cấp tổng và tiến hành hợp nhất các làng nhỏ thành xã, huyện Thanh Thủy khi đó gồm 15 xã: Bảo Yên, Đào Xá, Đoan Hạ, Đồng Luận, Hoàng Xá, La Phù, Phượng Mao, Sơn Thủy, Tân Phương, Thạch Đồng, Trung Nghĩa, Trung Thịnh, Tu Vũ, Xuân Lộc, Yến Mao.
Năm 1947, huyện Thanh Thủy cùng 4 huyện hữu ngạn sông Thao khác của tỉnh Phú Thọ sáp nhập vào khu 14.
Đến tháng 2 năm 1948, khu 14 hợp nhất với khu 10 thành liên khu 10, huyện Thanh Thủy lại trở về tỉnh Phú Thọ.
Ngày 26 tháng 1 năm 1968, Ủy ban thường vụ Quốc hội nước Việt Nam Dân chủ Cộng hòa ra Nghị quyết số 504-NQ/TVQH hợp nhất hai tỉnh Phú Thọ và Vĩnh Phúc thành tỉnh Vĩnh Phú. Huyện Thanh Thủy chuyển sang thuộc tỉnh Vĩnh Phú.
Ngày 5 tháng 7 năm 1977, Hội đồng Chính phủ ban hành Quyết định số 178-CP ngày 5 tháng 7 năm 1977 của Hội đồng Chính phủ, huyện Thanh Thủy hợp nhất với huyện Tam Nông thành huyện Tam Thanh.
Tháng 4 năm 1997, huyện Tam Thanh lại được tách trở lại thành hai huyện Tam Nông và Thanh Thủy. Huyện Thanh Thủy có 15 xã: Bảo Yên, Đào Xá, Đoan Hạ, Đồng Luận, Hoàng Xá, La Phù, Phượng Mao, Sơn Thủy, Tân Phương, Thạch Đồng, Trung Nghĩa, Trung Thịnh, Tu Vũ, Xuân Lộc, Yến Mao.
Ngày 25 tháng 10 năm 2010, thành lập thị trấn Thanh Thủy, huyện lỵ huyện Thanh Thủy trên cơ sở giải thể xã La Phù.
Ngày 17 tháng 12 năm 2019, Ủy ban Thường vụ Quốc hội ban hành Nghị quyết 828/NQ-UBTVQH14 về việc sắp xếp các đơn vị hành chính cấp xã thuộc tỉnh Phú Thọ (nghị quyết có hiệu lực từ ngày 1 tháng 1 năm 2020). Theo đó:
- Sáp nhập 3 xã Trung Thịnh, Đồng Luận, Trung Nghĩa thành xã Đồng Trung
- Sáp nhập 2 xã Phượng Mao, Yến Mao vào xã Tu Vũ.

Huyện Thanh Thủy có 1 thị trấn và 10 xã như hiện nay.

## Kinh tế - xã hội

### Kinh tế
Cơ cấu kinh tế được huyện Thanh Thủy bao gồm các ngành du lịch – dịch vụ, tiểu thủ công nghiệp và nông nghiệp.
Huyện Thanh Thủy có nhiều tiềm năng, lợi thế để thu hút đầu tư phát triển du lịch, dịch vụ. Kinh tế trên địa bàn luôn đạt mức tăng trưởng cao trong 5 năm trở lại đây.

### Nông thôn mới
Huyện đang phấn đấu trở thành huyện nông thôn mới vào năm 2018, hiện đã có 13/14 xã được công nhận đạt chuẩn nông thôn mới. Mục tiêu trong năm 2018 là xã Sơn Thủy hoàn thành nhiệm vụ xây dựng nông thôn mới và huyện được công nhận đạt chuẩn NTM vào năm 2018 chào mừng kỷ niệm 20 năm tái lập huyện (01/09/1999 - 01/09/2019).

## Làng nghề
Huyện Thanh Thủy có 5 làng nghề trong tổng số 9 làng có nghề. Các làng nghề trong huyện:
- Làng nghề đan lát Ba Đông (Hoàng Xá)
- Làng nghề chế biến gỗ và đồ mộc Phù Lao (Sơn Thủy)
- Làng nghề trồng mọc nhĩ, nấm Đoan Hạ (Đồng Luận)
- Làng nghề hoa cây cảnh Phương Viên (Tân Phương)
- Làng nghề làm tương làng Bợ (Thạch Đồng)
- Làng nghề sản xuất và dịch vụ thủy sản Thủy Trạm (Sơn Thủy).